# Das Stundenhotel von St. Pauli
Das Stundenhotel von St. Pauli ist ein deutsches Kriminalfilmdrama aus der St.-Pauli-Filmreihe. Rolf Olsen inszenierte diesen Film im Winter 1969/70 mit Curd Jürgens in der Hauptrolle.

## Handlung
Kommissar Canisius von der Hamburger Kriminalpolizei wird von seinem Vorgesetzten, Polizeirat Dr. Marschall, in ein Stundenhotel auf St. Pauli geschickt, um einem Schwerverbrechen nachzugehen. Im Hotel „Ostend“ ist ein Mord geschehen. In dieser Absteige tummeln sich die unterschiedlichsten Menschen, darunter auch ein homosexuelles Pärchen, von dem einer der beiden nach einem Streit unter der Dusche von einem Unbekannten brutal niedergestochen wird. Eigentlich ist Canisius mit seinen Gedanken ganz woanders, ist doch sein eigener Sohn kurz davor bei einer Demonstration so schwer verletzt worden, dass er nun auf dem Operationstisch eines Krankenhauses liegt und um sein Leben ringt. Der Kommissar geht nun an sein Werk und verhört die einzelnen Stundenhotel-Gäste.
Da ist zum Beispiel ein drogenabhängiger Einbrecher, ein Geschäftsmann, der seine Ehefrau mit ihrem deutlich jüngeren Liebhaber aufspürt, ein aus Diplomatenhaushalten stammendes Teenagerpärchen, der Portier, der mit Drogen dealt, und die lüsterne Ehefrau eines bekannten und erfolgreichen Geschäftsmannes, die sich mit dem Gärtner verlustiert. Sogar einen Freier im Teufelskostüm gibt es, und selbstverständlich darf auch das französische Zimmermädchen nicht fehlen. Die hat gerade ihren Freund für ein Tête-à-Tête zu Besuch. Jeder dieser skurrilen Hotelgäste könnte die Bluttat begangen haben, und alle Bewohner scheinen etwas verbergen zu wollen. Parallel zu seinen Ermittlungen hängt Canisius immer wieder am Telefon, um sich im Krankenhaus nach dem Befinden des Sohnemanns zu erkundigen. Dabei schenkt ihm Putzfrau Rose Schuh zur Beruhigung einen doppelten Cognac nach dem anderen ein. Schließlich stellt Kommissar Canisius den mit einer Geisel aus dem Hotel fliehenden Mörder auf den Straßen St. Paulis. Zu guter Letzt erfährt Canisius in einer Telefonzelle, dass sein Sohn die Operation gut überstanden habe.

## Produktionsnotizen
Das Stundenhotel von St. Pauli entstand vom 17. Dezember 1969 bis zum 6. Februar 1970 in Hamburg und Berlin. Die Uraufführung fand am 9. April 1970 in Kölns Scala statt.
Die Filmbauten schuf Ernst H. Albrecht.

## Kritik
„Homosexualität und Mord aus Eifersucht in einem Hamburger Stundenhotel, versetzt mit ein wenig Generationskonflikt und aufgesetzter Sozialkritik. Weiteres Produkt der Sex- und Crime-Welle aus den 60er/70er Jahren.“